# Dragonlance: el retorno de los dragones
Dragonlance: Dragons of Autumn Twilight es una película de animación adaptada de la novela fue realizada el 15 de enero de 2008 y es la primera película directa a vídeo basada en la saga de la Dragonlance. La adaptación del guion fue llevada a cabo por George Strayton con la asistencia creativa de los autores, Margaret Weis y Tracy Hickman. El director es Will Meugniot y realizó la película en 2 y 3 dimensiones a través de la Paramount Pictures.

## Sinopsis
Después del gran Cataclismo y la destrucción del mundo de Krynn, varios amigos pertenecientes a distintas razas y algunos humanos buscan cual es la maldad que se expande por el universo y si los dioses del Bien harán algo por solucionarlo. Tendrán que enfrentarse a los draconianos y a los dragones, rojos y negros en esta entrega, que lo arrasan todo a su paso y obedecen a la Reina de la Oscuridad.

## Personajes
- Tanis Semielfo - Michael Rosenbaum
- Raistlin Majere - Kiefer Sutherland
- Goldmoon - Lucy Lawless
- Flint Fireforge / Fewmaster Toede / Hederick - Fred Tatasciore
- Tika Waylan - Michelle Trachtenberg
- Caramon Majere - Rino Romano
- Tasslehoff Burrfoot - Jason Marsden
- Paladine / Fizban - Neil Ross
- Sturm Brightblade - Marc Worden
- Riverwind / Gilthanas / The Speaker of the Suns - Phil LaMarr
- Bupu / Brinna - Jentle Phoenix
- Verminaard - David Sobolov
- Laurana - Caroline Gelabert
- Takhisis - Nika Futterman
- The Forestmaster - Mari Weiss
- Elistan - Ben McCain
- Porthios / Pyros / Erik - Dee Bradley Baker
- Flamestrike - Susan Silo
- Onyx - Juliette Clair

Tracy Hickman y Margaret Weis (los creadores originales del libro) hacen una pequeña aparición como los jefes de la "Posada el Último Hogar".